# Stanisław Manterys
Stanisław Manterys (ur. 18 września 1874 w Pojałowicach, zm. w 1946 w Związku Sowieckim) – polski polityk, rolnik, działacz społeczny, Narodowej Demokracji i ruchu ludowego, senator RP I kadencji.

## Życiorys
Rolnik z Miroszowa. Prowadził również działalność gospodarczą w Pojałowicach, a następnie w Racławicach. Zajmował się także działalnością publicystyczną. Należał do Towarzystwa Oświaty Narodowej. Po rewolucji 1905 roku brał udział w akcji spolszczenia szkół i zarządów gminnych. W czasach zaborów należał do Stronnictwa Narodowo-Demokratycznego, a następnie do Zarania. W 1914 wstąpił do PSL „Piast”.
Podczas I wojny światowej był prezesem Komitetu Ratunkowego powiatu miechowskiego. W 1918 uwięziony przez Austriaków.
W niepodległej Polsce ponownie związał się z endecją. W 1922 wybrany został senatorem RP. W Senacie należał do Chrześcijańskiego Związku Jedności Narodowej. Po zakończeniu kadencji w 1927 wycofał się z działalności politycznej. W 1935 zamieszkał w kolonii Dołhe w powiecie drohobyckim.
10 lutego 1940 został deportowany przez sowieckiego okupanta do miejscowości Tuligany w obwodzie omskim na Syberii, gdzie przeżył II wojnę światową. W 1946 znalazł się w pociągu repatriacyjnym do Polski, jednak zmarł w trakcie podróży. Jego zwłoki usunięto z wagonu na jednej ze stacji.

## Życie prywatne
Był bratem Mateusza Manterysa - posła do Dumy i na Sejm RP.